# Dan Henry Nicolson
Dan Henry Nicolson (5 de septiembre de 1933-2 de junio de 2016) fue un botánico y pteridólogo estadounidense.
Se gradúa en "Grinnell College", publicando su primer artículo sobre malezas de Iowa, y sería docente en botánica en 1955. Pasa a la Stanford University, recibiendo su MBA en 1957, y trabaja como asistente en el Herbario Dudley. Luego trabaja con George Lawrence en el "Bailey Hortorium de la Cornell University, obteniendo un MSc en 1959 y el PhD en 1964. Ese año comienza a trabajar en el herbario Smithsonian Institution.
En 1966, recolecta en Nepal, un año como becario Senior Fulbright. De 1968 a 1974, está tres meses cada año en Bangalore con el Padre Cecil J. Saldanha con la flora del Distrito Hassan. En 1979, va a Sri Lanka por un mes colectando Araceae (publicando en 1987) y en 1983 recolecta en Yunnan por tres meses.

## Algunas publicaciones

### Libros
- dan henry Nicolson, francis Raymond Fosberg. 2004. The Forsters and the botany of the second Cook Expedition (1772-1775). Volumen 139 de Regnum vegetabile. 2ª edición ilustrada de A.R.G. Gantner Verlag, 759 pp. ISBN 3906166023

- ------------------------------. 1991. Dicotyledoneae. Volumen 2 de Flora of Dominica. Editor Smithsonian Institution Press, 274 pp.

- ------------------------------, c.r. Suresh, k.s. Manilal. 1988. An interpretation of Van Rheede's Hortus Malabaricus. Volumen 119 de Regnum vegetabile. Edición ilustrada de Koeltz Scientific Books, 378 pp.

- ------------------------------. 1969. A Revision of the Genus Aglaonema (Araceae). Smithsonian Contributions to Botany 1. 66 pp. en línea

- ------------------------------. 1964. A taxonomic revision of the genus Aglaonema (Araceae). Editor Cornell Univ. 658 pp.

- ------------------------------. 1959. The occurrence of trichosclereids and crystalline deposits in the Monsteroideae (Araceae). Editor Cornell Univ. 114 pp.

- La abreviatura «Nicolson» se emplea para indicar a Dan Henry Nicolson como autoridad en la descripción y clasificación científica de los vegetales.[2]